# Soera Vergever
Soera Vergever is een soera van de Koran.
De soera is vernoemd naar een van de eigenschappen van God, het vergeven, dat in aya 3 wordt genoemd. Er wordt verhaald over Musa en de farao. Tevens wordt op verschillende manieren de scheppende kracht van God duidelijk gemaakt.

## Bijzonderheden
Ayat 56 en 57 zouden zijn geopenbaard in Medina.
Deze soera wordt ook De Gelovige (المؤمن: Al-Mu'min) genoemd.